# Phytoestrogène

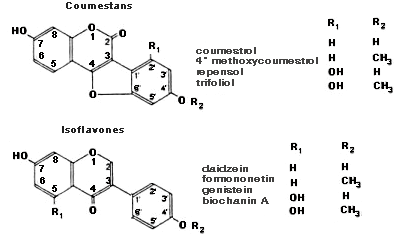
Phytoestrogènes les plus communs dans les plantes

Les phytoestrogènes constituent un groupe de composés non stéroïdiens, produits naturellement par les plantes, qui du fait de la similarité de leur structure moléculaire avec l'estradiol (17β-estradiol) ont la capacité de provoquer des effets estrogéniques ou anti-estrogéniques.
Leur nom vient de phyto, plante, et d'œstrogène, dérivé d'estrus (période de fertilité des femelles de mammifères).

## Sources de phytoestrogènes dans l'alimentation
Selon une étude canadienne, les aliments qui contiennent le plus de phytoestrogènes sont les noix et les oléagineux, suivi des céréales et du pain, des Fabacées (légumineuses, dont le soja), de la viande, et des autres aliments transformés pouvant contenir du soja, des légumes, des fruits, des boissons alcoolisées et non alcoolisées. Le lin était la graine contenant le plus de phytoestrogènes.

## Effets en nutrition humaine

### Sur les hommes adultes
En 2010, une méta-analyse compilant 15 études a conclu qu'aucun aliment à base de soja ou complément alimentaire riche en isoflavones n'a eu d'effet sur la testostérone biodisponible chez l'homme. Ces résultats ont été confirmés en 2021 à la suite d'une nouvelle méta-analyse portant sur 41 études . De plus, la supplémentation en isoflavones n'a pas d'effet sur les paramètres du sperme (concentration, décompte ou mobilité, volume).
Chez le rat, il a été montré qu'une alimentation riche en phytoestrogènes était corrélée à une réduction du taux de testostérone.
En France, à la suite d'une longue étude publiée en 2005, et bien que les études disponibles confirment la non-toxicité de ces isoflavones, l'AFSSA suggère de limiter l'apport journalier d'isoflavones à 1 mg par kilogramme de poids corporel et d'ajouter un avertissement sur les produits contenant du soja. Ce projet n'a pas abouti.

### Sur les femmes adultes
Les études sont contradictoires, et il n'est pas certain que les phytoestrogènes aient un effet quelconque en tant que facteur (favorisant ou protecteur) pour le cancer chez la femme,,.
Des études épidémiologiques ont montré un effet protecteur à l'égard du cancer du sein. Cependant des études in vitro ont conclu que les femmes ayant ou ayant eu un cancer du sein devraient être averties qu'elles avaient plus de risque de récidive si elles consommaient des aliments à base de soja, car les phytoestrogènes peuvent stimuler la croissance de cellules tumorales in vitro. La tumeur croît avec un faible taux de génistéine, tandis qu'une forte concentration de génistéine a un effet protecteur. D'autres études montrent une corrélation négative entre consommation de soja et taux de récidive. Ce sujet de recherche continue d'être exploré.
Une revue scientifique des études portant sur l'utilisation des phytoestrogènes visant à atténuer les symptômes de la ménopause (bouffées de chaleur) a montré qu'il n'existait pas d'effet bénéfique démontré des phytoestrogènes sur ces symptômes indésirables.

### Sur les adolescentes
Plusieurs études évoquent un effet protecteur de la consommation de phytoestrogènes à l'adolescence à l'égard du cancer du sein.

### Sur les nourrissons et les enfants
En juillet 2005, l'Agence française de sécurité sanitaire des aliments (AFSSA), devenue l'Agence nationale de sécurité sanitaire de l'alimentation, de l'environnement et du travail (ANSES) a émis une mise en garde relative à l'usage de préparations à base de soja avant l'âge de 3 ans, par précaution, compte-tenu de sa teneur élevée en isoflavones. Dans d'autres pays, cette prévention à l'égard des produits destinés aux enfants à base de soja n'existe pas, la recherche n'apportant pas d'éléments en faveur de la dangerosité des formules à base de soja.